# Per Skareng
Per Skareng, född  28 juni 1959 i Gävle, är en svensk gitarrist. Han är gift med svensk gitarrist Liv Skareng, och son till Elizabeth och Tore Olsson. Han har fem döttrar, Rebecka, Henrietta, Nora, Hilda och Solveig. 
Efter debuten och solistdiplomet med Jorma Panula och Radiosymfonikerna 1985 (i Joaquin Rodrigos "Concierto de Aranjuez") vann Skareng flera internationella tävlingar och priser.
Han har varit solist med orkestrar som Kungliga Filharmonikerna i Stockholm (Järvi), Norrköpings symfoniorkester (Hirokami), Macedonia Symfoniorkester (Opela) och Gävleborgs Symfoniorkester (Huges).
CD-debuten var "El Colibri" (Caprice). Skareng har samarbetat med den svenske flöjtisten Tobias Carron med skivorna "Play Italian Music" och "Café 1930" (också de Caprice).